# Frank Giering
Frank Giering (ur. 23 listopada 1971 w Magdeburgu, zm. 23 czerwca 2010 w Berlinie) – niemiecki aktor teatralny, telewizyjny i filmowy.

## Życiorys

### Wczesne lata
Urodził się i wychował we wschodnich Niemczech. W latach 1989–91 uczęszczał do szkoły aktorskiej w Bochum. Po odbyciu służby cywilnej, studiował w Filmuniversität Babelsberg Konrad Wolf w Poczdamie. Jego aktorskie początki miały miejsce w teatrze w Magdeburgu i Staatstheater Cottbus w Chociebużu.

### Kariera
Pierwszą główną rolę zdobywał z trudem w telewizyjnej produkcji ZDF Zdrajca (Der Verräter, 1995). Michael Haneke obsadził go w telewizyjnej adaptacji powieści Franza Kafki Zamek (Das Schloß, 1997), a następnie w filmie Michaela Haneke Funny Games (1997), gdzie stworzył szokujący portret Petera, dobrze wychowanego psychopatycznego zabójcy.
Pojawiał się gościnnie w drugoplanowych rolach w telewizyjnych produkcjach, m.in. Telefon 110 (Polizeiruf 110, 1994), Kobra – oddział specjalny (Alarm für Cobra 11, 1997), Tatort (Miejsce zbrodni, 1998) czy Strażnik pierścienia (Lasko – Die Faust Gottes, 2009). Za rolę Edwina w melodramacie przygodowym Gran Paradiso (2000) z Kenem Dukenem był nominowany do nagrody Deutscher Filmpreis jako najlepszy aktor drugoplanowy. Specjalizował się także w rolach outsiderów, jak zbuntowany uciekinier w komediodramacie Giganci (Absolute Giganten, 1999), terrorysta Andreas Baader w biograficznym dramacie kryminalnym Baader (2002) czy jako młody mąż uwikłany w nieszczęśliwe małżeństwo w dramacie Pieśni nocy (Die Nacht singt ihre Lieder, 2004).
W popularnym w Niemczech serialu ZDF Policja kryminalna (Der Kriminalist, 2006−2010) grał Henry’ego Webera, współpracownika policji kryminalnej.

### Życie prywatne
Prywatnie walczył z alkoholizmem i zwątpieniem we własne możliwości, do czego się przyznawał publicznie. Opisał siebie jako "pozostałość" po Wschodnich Niemczech - nieprzystosowanego do współczesnego życia. Zmarł 23 czerwca 2010 r. w Berlinie w wieku 38 lat. Zgodnie z informacją z jego agencji aktorskiej, przyczyną śmierci była ostra kolka żółciowa. 9 lipca 2010 został pochowany na cmentarzu w Magdeburg-Neue Neustadt.

## Filmografia

### Filmy
- 1993: Ebbies Bluff jako Markleiter+
- 1995: Zdrajca (Der Verräter) jako Paul Simonischek
- 1996: Chuligani (Die Halbstarken, TV) jako Günther
- 1997: Funny Games jako Peter
- 1997: Zamek (Das Schloß, TV) jako Artur
- 1998: Dziwne zachowania dojrzałych płciowo mieszkańców dużych miast w okresie łączenia się w pary (Das merkwürdige Verhalten geschlechtsreifer Großstädter zur Paarungszeit) jako Henrik jr.
- 1999: Giganci (Absolute Giganten) jako Floyd
- 1999: Gangster jako Vincent
- 2001: Klauni (Clowns, TV) jako Nick
- 2002: Baader jako Andreas Baader
- 2003: Hierankl jako Paul
- 2003: Anatomia 2 (Anatomie 2) jako Sven Lemke
- 2004: Pieśni nocy (Die Nacht singt ihre Lieder) jako młody mąż
- 2006: Klaus Stoertebeker: Pirat z Północy (Störtebeker) jako Jan Broderson
- 2006: Esperanza jako Franz
- 2006: Czarna owca (Schwarze Schafe) jako Odźwierny 1 z KitKat-Club
- 2007: Freigesprochen jako Thomas Hudetz
- 2009: Muzykanci z miasta Bremy (Die Bremer Stadtmusikanten) jako Hans Sittler
- 2010: Jerry Cotton jako Recepcjonista

### Seriale TV
- 1994: Telefon 110 (Polizeiruf 110) jako osoba podróżująca koleją pod koniec odcinka
- 1996: Król (Der König) jako Jens Wohlbrück
- 1996: Feuerbach jako Alexander
- 1996: Wolkenstein jako Stefan Zeranski
- 1997: Sophie - Schlauer als die Polizei erlaubt jako Philipp Armbruster
- 1997: Sardsch jako Uwe
- 1997: Kobra – oddział specjalny (Alarm für Cobra 11) jako Hans-Joachim Schneider
- 1997: Dzieciaki Berlina (Die Kids von Berlin) jako Alexander Bürkel
- 1998: Wolffs Revier jako Stefan Träger
- 1998: Der Alte jako Joachim Horst
- 1998: Tatort (Miejsce zbrodni) jako Markus Engel
- 2004–2006: Eva Blond jako dr Smek
- 2006: SOKO Leipzig jako dr Fischer
- 2006: Komisarz (Die Kommissarin) jako Jochen Schild
- 2006-2011: Policja kryminalna (Der Kriminalist) jako komisarz kryminalny Henry Weber
- 2008: Telefon 110 (Polizeiruf 110) jako Gregor Karolewski / Louis
- 2008: Tatort (Miejsce zbrodni) jako Michael Heymann
- 2009: Strażnik pierścienia (Lasko – Die Faust Gottes) jako Thomas Schaller
- 2010: Kobra – oddział specjalny (Alarm für Cobra 11) jako Ziegler